# 데이비드 H. 갬브렐
데이비드 헨리 갬브렐(David Henry Gambrell, 1929년 12월 20일 ~ 2021년 5월 6일)는 미국의 정치인이다.

## 학력
- 데이비드슨 칼리지
- 하버드 법학대학원

## 경력
- 1970 ~ 1971 조지아 민주당 의장
- 1971.02 ~ 1972.11 제92대 미국 조지아 연방상원의원